# Mezei csillaggomba
A mezei csillaggomba (Geastrum campestre) a csillaggombafélék családjába tartozó, Európában, Észak- és Dél-Amerikában, valamint Ausztráliában honos, száraz réteken, sztyeppeken élő, nem ehető gombafaj. 

## Megjelenése
A mezei csillaggomba termőteste kiterülve 2,5-5 cm szárazon, begöngyölődve 1-1,5 cm. Az érés során vastag, rideg külső burka (exoperídium) felhasad és 7-10 hegyes végű lebennyel szélesen csillagszerűen szétterül (ha kiszárad ismét összezárul). A külső burok belül vöröses gesztenyebarna színű, kívül sárgás-szürkés, törmelékes.
A belső spórazsák nyomott gömbölyded formájú, 6-13 mm széles, tetején kis csőrszerű nyúlvánnyal, alján kis nyéllel. Belső burka (endoperídium) gesztenyeszínű vagy szürkés, sűrűn szemcsés, érdes. A tetején levő nyúlvány (perisztom) kb 2 mm-re kúposan kiemelkedik, ráncos, barázdált, körülötte halvány udvarral.
Spórapora barna. Spórája gömbölyű, sűrűn szemölcsös, mérete 5-6 µm.

### Hasonló fajok
A kicsiny csillaggomba belső burka nem szemcsés.

## Elterjedése és termőhelye
Európában, Észak- és Dél-Amerikában, valamint Ausztráliában honos. Magyarországon nem gyakori. 
Homokos talajú nyílt mezőkön, réteken, száraz, meleg, sztyeppszerű élőhelyeken fordul elő; Magyarországon főleg az Alföldön. Nyár közepétől késő őszig terem.

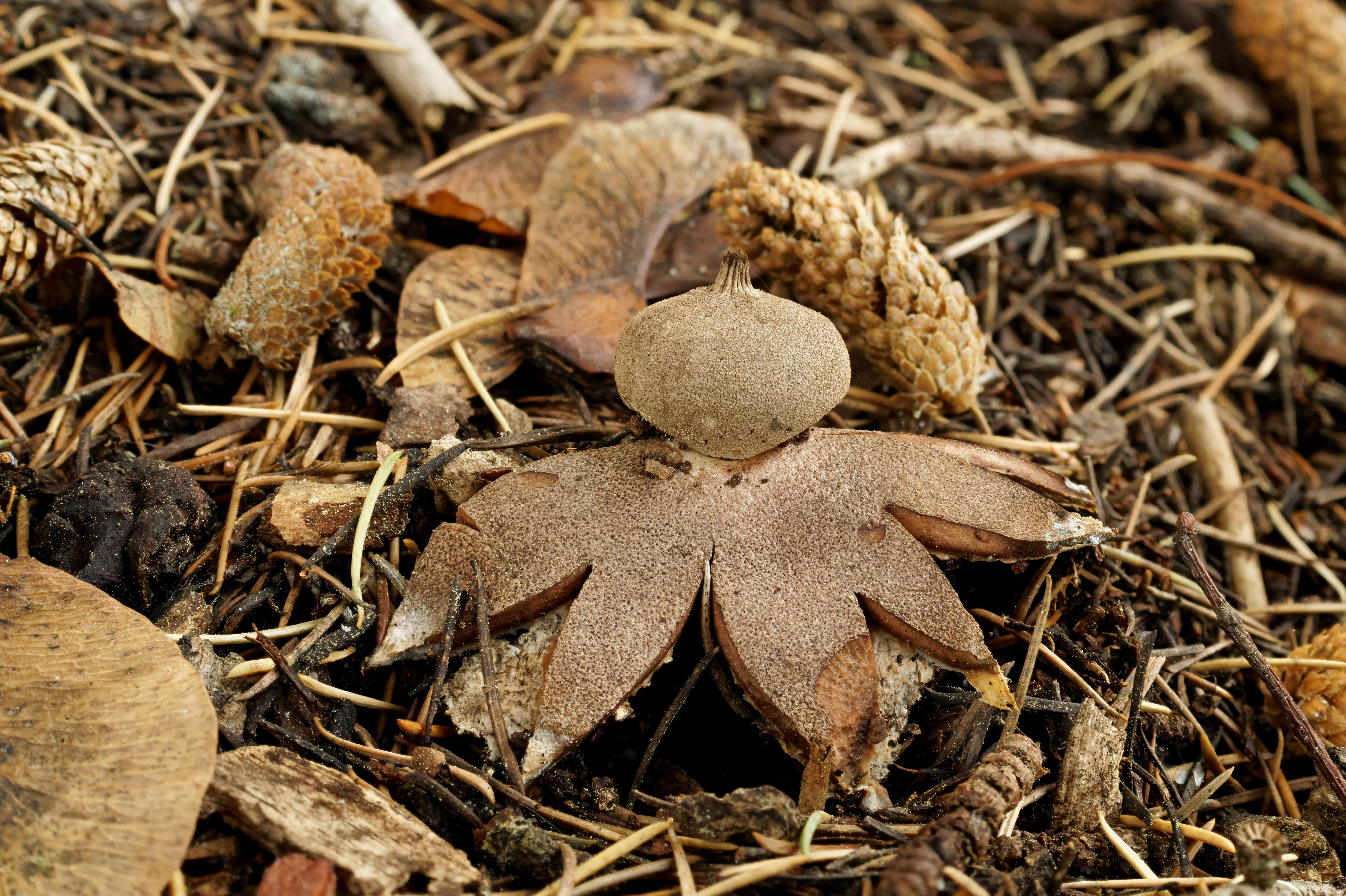
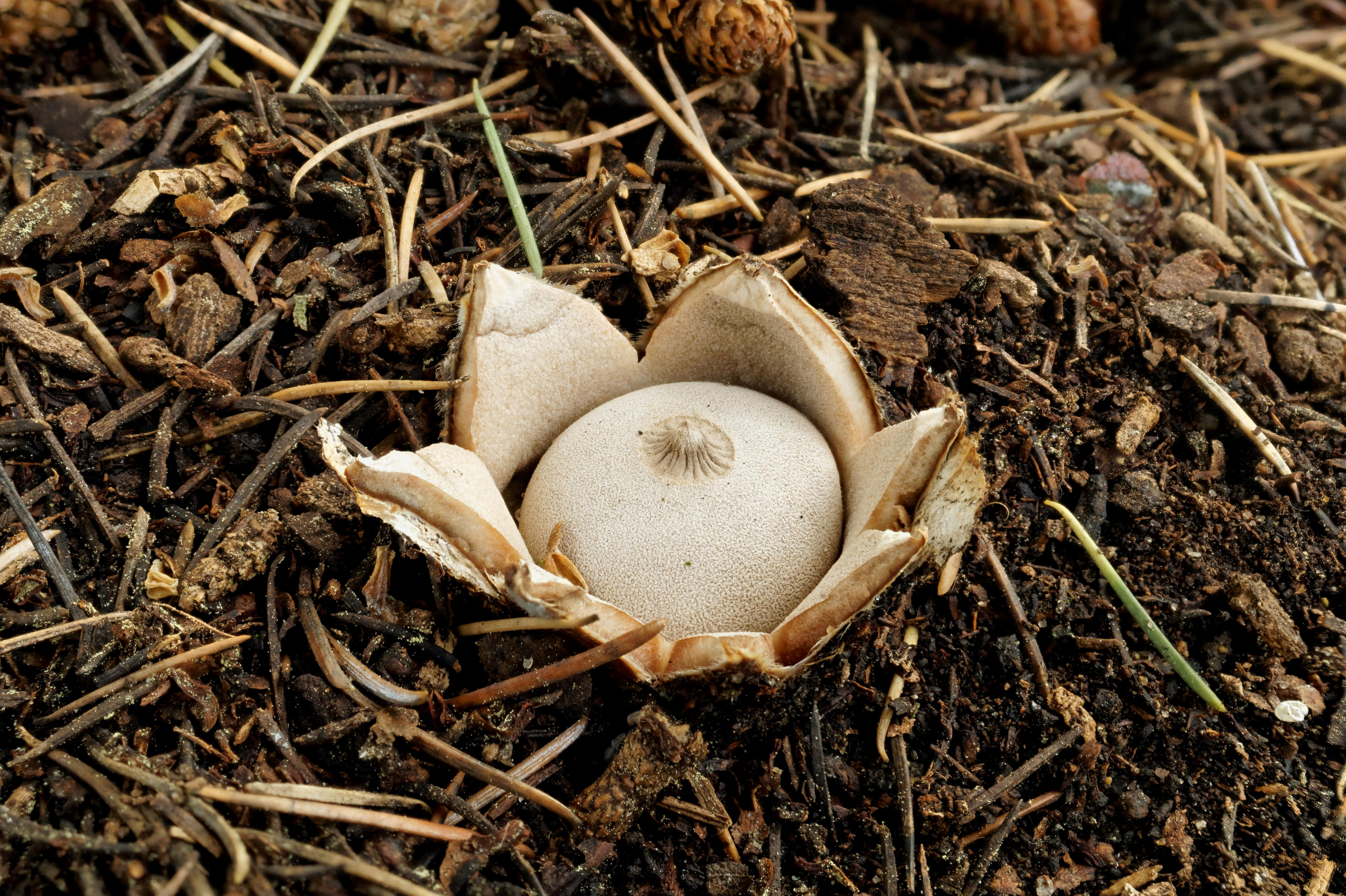
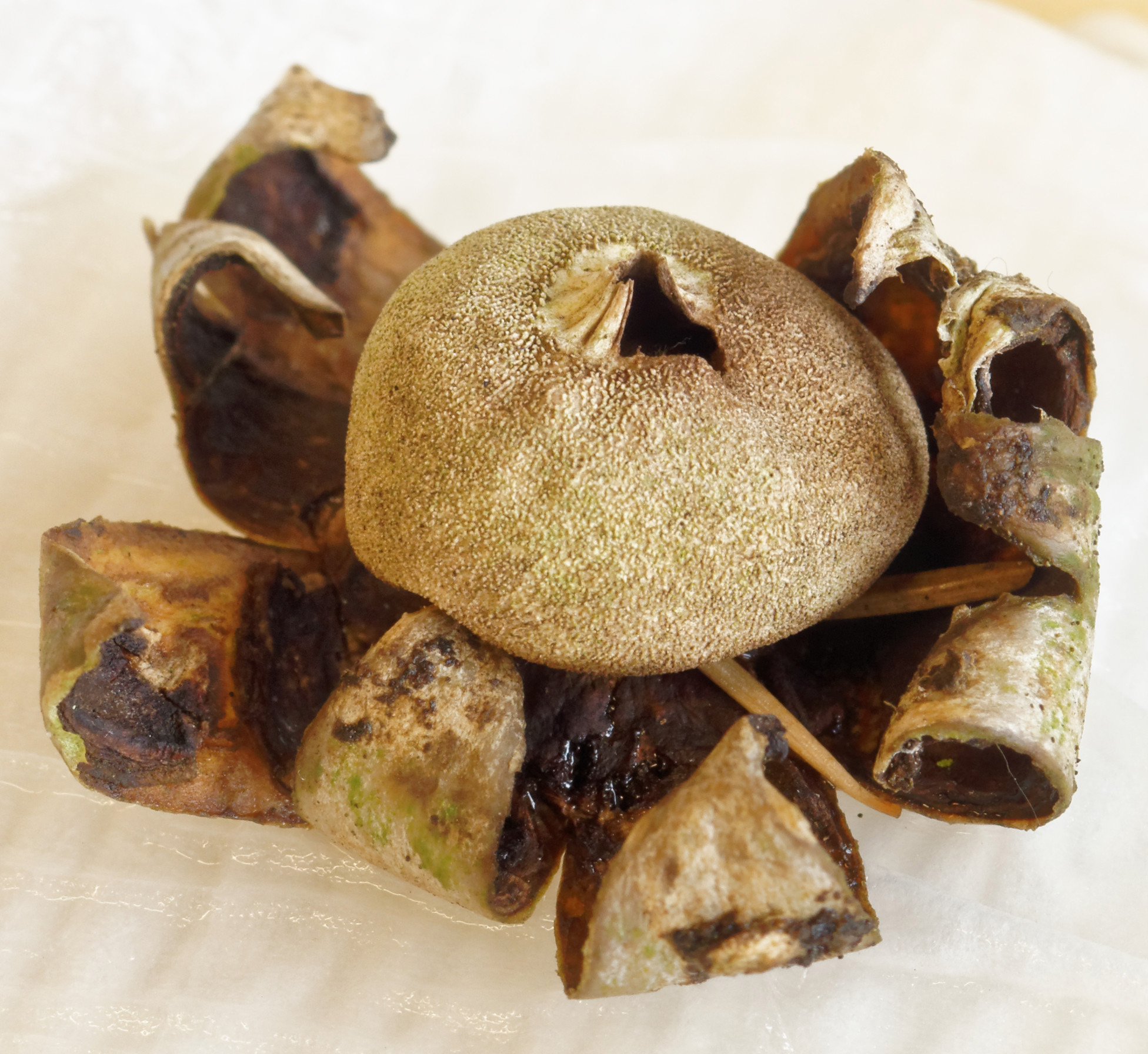
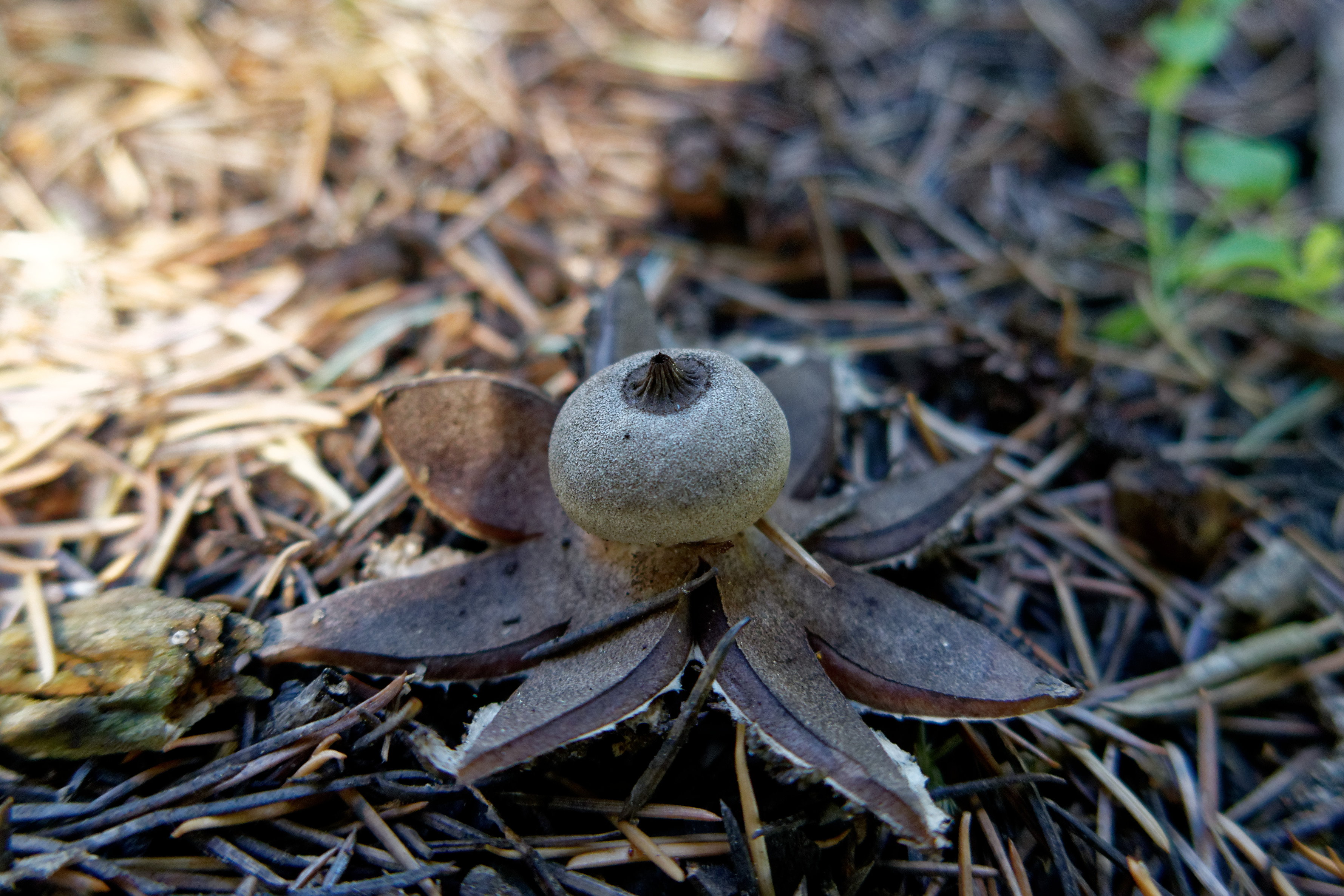
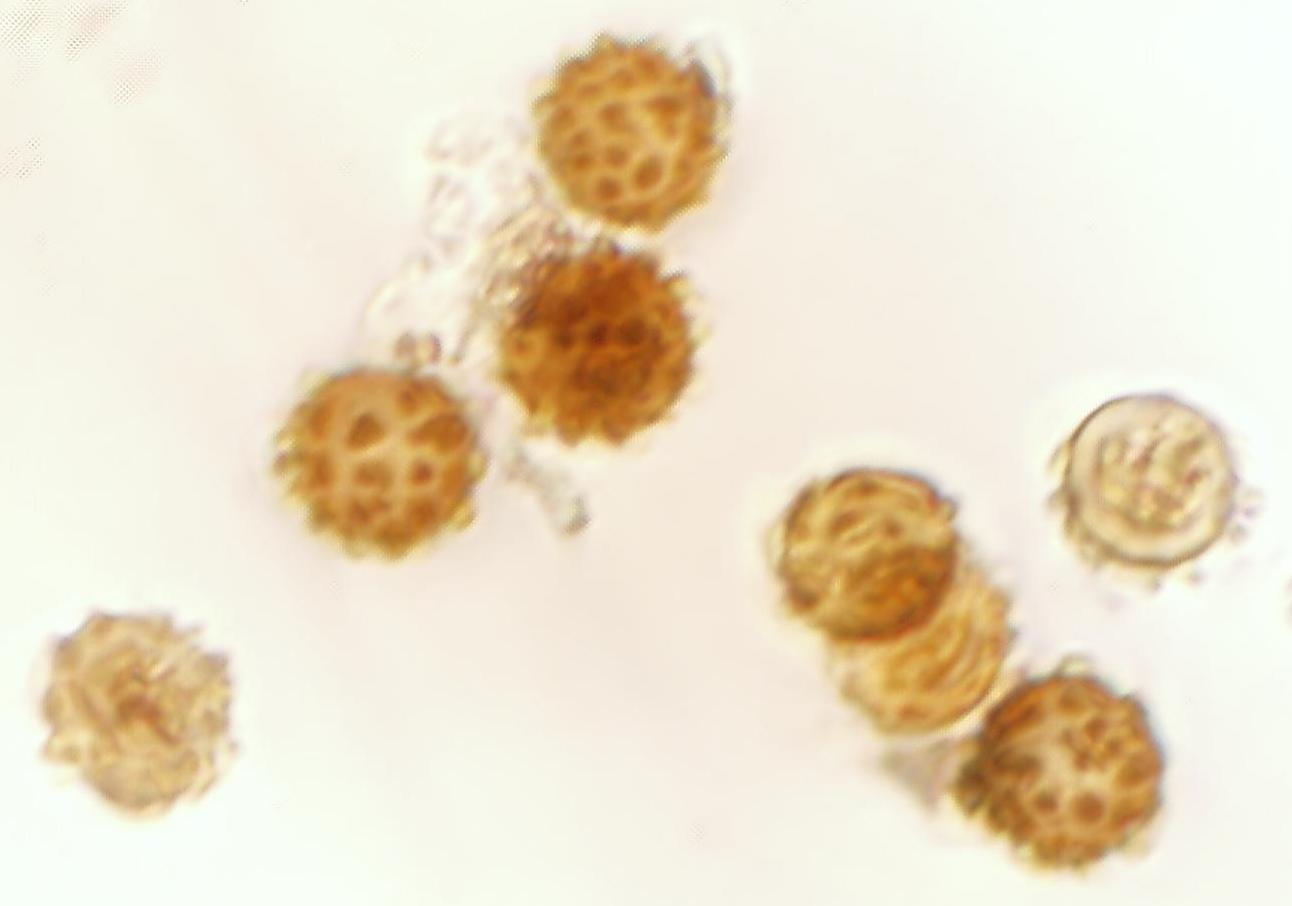

Nem ehető.